# Гьянгдзе (посёлок)
Гьянгдзе (Джангдзе; тиб. རྒྱལ་རྩེ་, Вайли: rgyal rtse, тиб. пиньинь: gyangzê, МФА: [ɟàːŋ.cé]; кит. упр. 江孜镇, пиньинь Jīangzǐ zhèn) — посёлок на юге Тибетского автономного района КНР, население около 6 тыс. чел. на 2002 год. В посёлке размещается правление уезда Гьянгдзе городского округа Шигадзе.

## География
Посёлок расположен на высоте 3977 м на «Дороге дружбы» между городами Катманду (Непал) и Лхаса, в 90 км от Самджубдзе. Обладает современной инфраструктурой и соединён с Лхасой и Самджубдзе хорошими дорогами.

## Достопримечательности
Посёлок знаменит своей ступой Кумбум, которая находится в монастыре Пелкор Чёде. Ступа воздвигнута в 1440 году. 108 залов с алтарями на четырёх этажах ступы украшены 10 000 настенными изображениями.
Над городом возвышается внушительная крепость (дзонг). В 1904 году, во время интервенции английского отряда Ф. Янгхазбенда в Тибет, дзонг был осаждён, и затем взят после артиллерийского обстрела. Позже был отремонтирован. Разрушен в ходе «культурной революции» в КНР. Заново отстроен на частные пожертвования после смерти Мао Цзэдуна. 

## Галерея

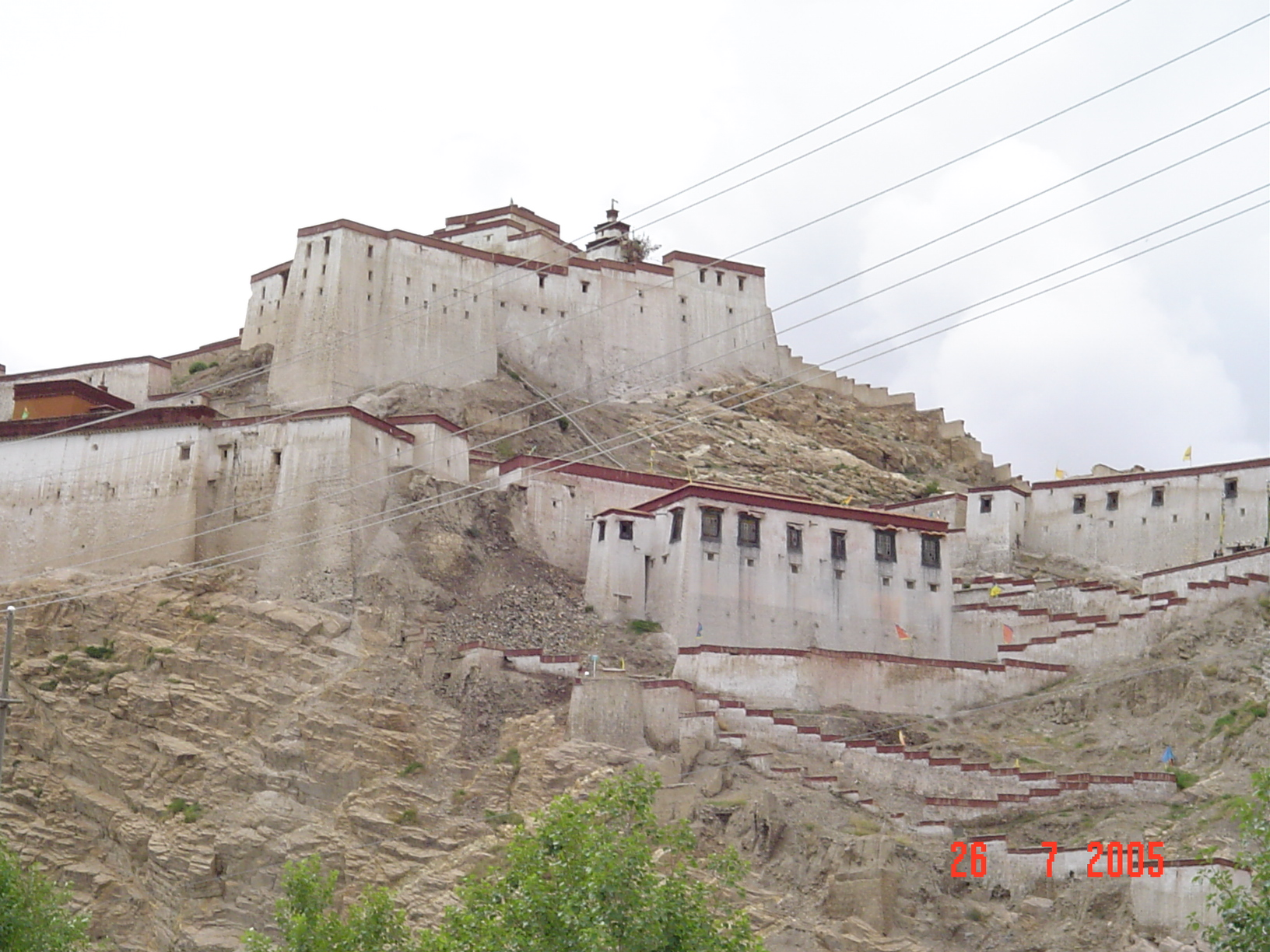
Крепость (дзонг) Гьянгдзе
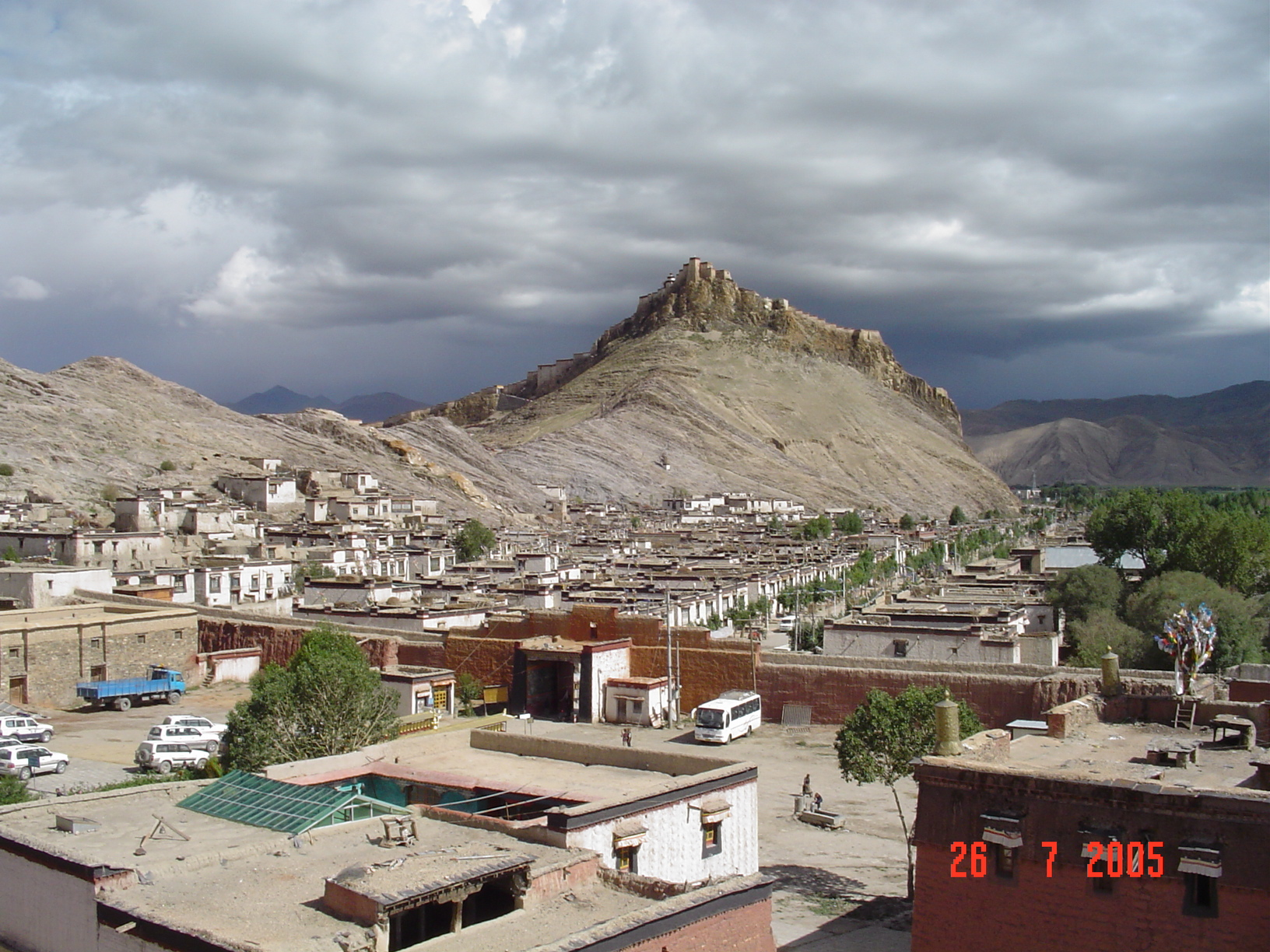
Вид на Гьянгдзе и крепость со стороны монастыря
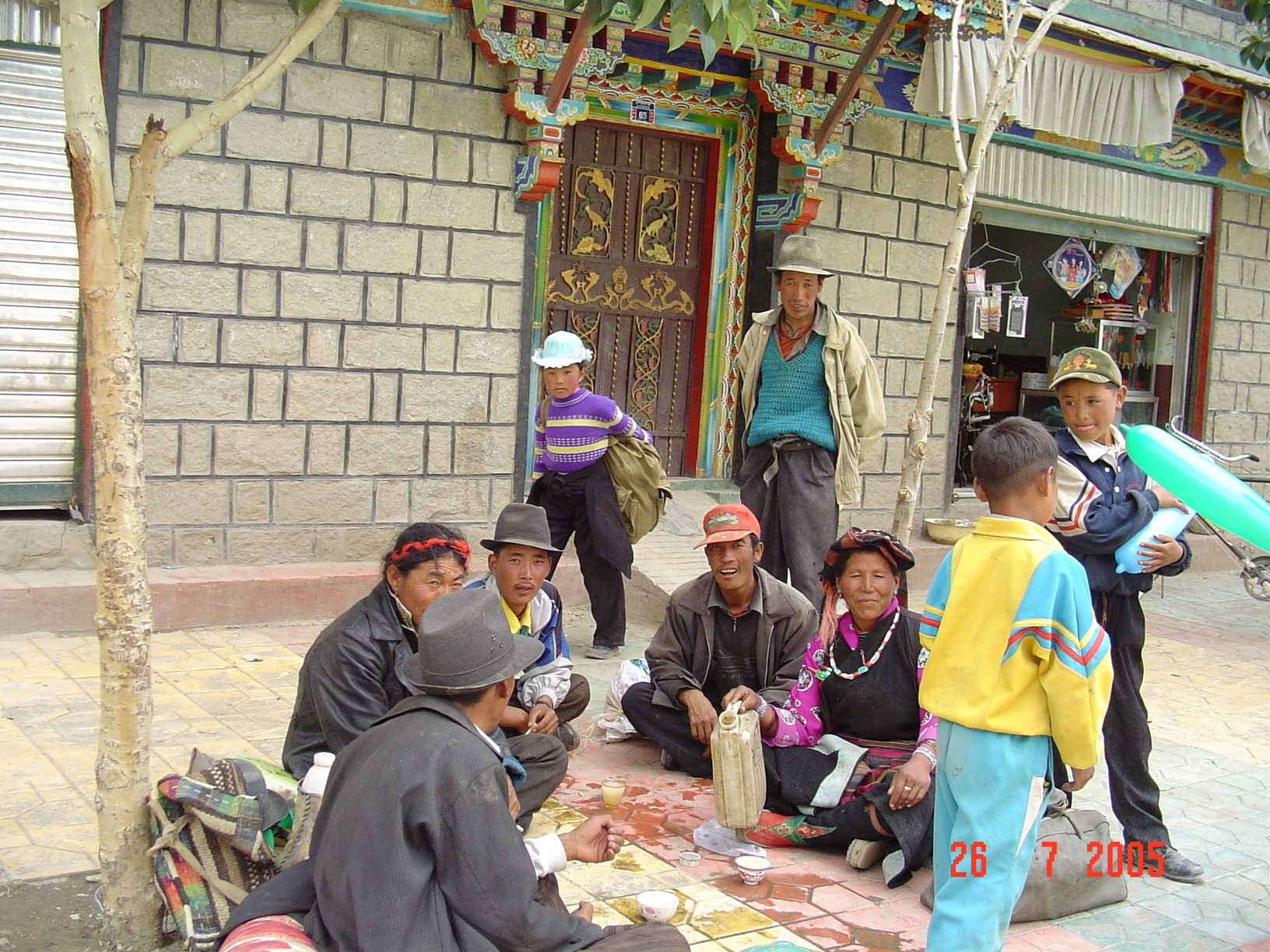
Тибетская семья на улице Гьянгдзе